# Свети Алипий Икономски
„Свети Алипий и Стилиан“ (на гръцки: Άγιος Αλύπιος Οικονόμου) е средновековна православна църква от 1420 година в град Костур (Кастория), Егейска Македония, Гърция. В църквата има запазени ценни средновековни стенописи.

## Местоположение
Църквата е изградена в западната част на града, в турската махала Табахане. Традиционно принадлежи към старата Икономската енория.

## История
Първоначално храмът е бил посветен на Света Богородица, което се вижда от изображението на Света Богородица Сладколюбеща в сляпата ниша на южната стена до иконостаса - място, което във византийските църкви е отделено на почитания светец.
Надписите в църквата първоначално са два, като от тях са запазени само малки части. От ктиторския надпис над трегера на западната врата на храма е оцелял само фрагментът ΑΝΗΓΕΡΘΗ („построи се“).
В притвора, под сляпата ниша и над трегера на вратата водеща в наоса има втори надпис. Този надпис е публикуван от Анастасиос Орландос („Византийските паметници на Костур“) в 1938 година и по-късно е покрит с мазилка. По-късно при консервационни дейности надписът е разкрит, но в много лошо, фрагментирано състояние. Според Орландос надписът е гласял:
| „ | δουλου του θεου θεοσεβεστατου ἐν ιε[ρεῦσι] Παπασταματίου …αγιωτάτου επισκοπου Καστω(ρίας)… [γαμ]μβρός τοῦ οσιω[τάτου] ἐν ιερομον[άχοις]…σιάνου και κτιτορος τοῦ μεγάλου του… εν μηνι Μαρτιῳ …έτους Ϛ΄ϡΚΗ΄ ἰνδ. ΙΓ… …ημερων έ εκοιμηθη… πρεσβυτερα και συνευνος του αυτου… [μεγ]άλου πρωτοπαπα κιριου… αχθεντος Γαλακτιονος του αρχιμανδριτου… σας της τρυ… ιδημε το δέ ετος ως προεγραφι …παραδεισος νοε[ρός]…ξεν τας πυλας υπανοιξον Χ(ριστ)έ κα …σε κωλιας. | “ |

Текстът на надписа води до заключението, че след смъртта на съпругата на костурския свещеник Стаматиос, която е сестра на архимандрит Галактион, е направено дарение на църквата. Точната дата е 3 март 1420 година от XIII индикт.
В 1924 година църквата е обявена за паметник на културата.
В 2008 година 16 ефория за византийски старини започва широки реставрационни дейности в църквата.

## Архитектура
Храмът представлява малка еднокорабна църква с дървен покрив с допълнително пристроен притвор на запад. Размерите ѝ са малки и тя се отличава с тристранна апсида на светилището в източната стена. Архитектурата на църквата е същата като тази на останалите църкви в Костур от османската епоха. Този тип еднокорабна църква е доста често срещан в Македония, тъй като е отговарял на икономическите изисквания на времето.
Планът на етажа на църквата е неправилен. Градежът на стените е от ломен камък и понякога тухли, споени с кал в дървени рамки. Вътрешната украса е ограничена, което е типично за църковната архитектура от това време.
Формата на наоса не е точен правоъгълник. Северната страна отвън е 7,70 m, южната 8,15 m, източната без конхата 5,57 m и западната 4,95 m. Храмът има два входа, водещи в наоса. Главният е от западната страна на църквата, където е добавен притворът. Отворът на входа е с една врата с полукръгла арка над нея. В тимпана, образуван между арката и
правата преграда на портата, има сляпа ниша, която сега не се вижда, поради изграждането на по-нисък таван. На юг има втори, по-късен вход. По-ниската първоначална входна врата на южната стена е западно от съществуващата врата. Тя е била зазидана в някакъв момент в миналото и е разкрита и отново при консервационните работи по стенописите.
Вътрешността на наоса е осветена от два прозореца на северната стена, която изглежда е по-късна, тъй като след премахването на слоевете варова мазилка не са разкрити следи от стенописи. На горното ниво отвън на западната стена има сляп, двуделен прозорец с полукръгъл трегер.
Олтарното пространство е отделено от наоса с нов дърворезбован иконостас. Нивото на пода на светилището е с едно стъпало по-високо от нивото на пода на наоса. Светилището включва две ниши – централната апсида, в която е поставена светата трапеза и протезисната конха. Полукръглата централна конха изглежда като издадена тристранна структура от външната страна на църквата, докато протезисната конха е вградена в дебелината на стената и не достига до нивото на земята. Светлището е осветявано с малък отвор в централния свод.
Наосът няма таван и е видима дървената конструкция на двускатния покрив, покрит с византийски тухли. По-късният притвор на запад е отделен от наоса чрез ясно изразена фуга. Външните му размери са 6,50 m х 5,85 m. Вход, разположен на западната стена, осигурява достъп до вътрешността на нартекса, докато съществувалият втори вход на южната стена е зазидан. Прозорец, разположен над входната порта, позволява на светлината да прониква във вътрешността. Нартексът е покрит с нов дървен таван, който е разположен на по-ниско ниво, скривайки слепия свод на източната стена. Покривът е двускатен дървен, покрит с керемиди.
През вековете църквата е многократно ремонтирана. Изграждането на нов покрив на по-ниско ниво от първоначалното е довело до покриване на част от стенописите в горната зона на източната и западната стена. Реставрационни дейности по покрива в 2003 година разкриват отново стенописите.

## Стенописи
Според Орландос в 1938 година храмът е бил богато изписан. Голяма част от тях е скрита с последователни слоеве мазилка на варова основа. Реставрацията разкрива стенописите по вътрешността на източната, западната и южната стени на наоса, докато премахването на варовата мазилка, покриваща северната стена не разкрива никакви следи от стенописи. В днешно време са запазени много малко от описаните от Орландос стенописи и те не са в добро състояние.
Малки части изрисувани повърхности са запазени и върху източната стена на нартекса, където е разкрита част от надписа от 1420 година, публикуван от Орландос. Под този надпис има по-ранен слой стенопис с абстрактен декоративен мотив. Запазената площ от живописта обаче е малка и не предоставя достатъчно информация, за да се направи заключение за датата на нейното създаване. Въпреки това може да се предположи, че е рисувана едновременно със стенописите на църквата.
Стенописите са разделени в три зони, които се простират по протежение на църквата, следвайки модела на декорацията на еднокорабни църкви от Палеологово време. В долната част на южната стена е запазена орнаментална лента, която вероятно някога е пресичала цялата църква. Иконографската програма също следва тенденцията, преобладаваща в еднокорабните църкви от Палеологовия период. Запазените стенописи представляват сцени от Литургичния цикъл и Дванадесетте големи празника. Има и изображения на светци в цял ръст и бюстове на светци в медальони, както и изображение на Света Богородица Сладколюбеща.

### Света Богородица Ширшая небес
В полукуполния централен свод на апсидата е изобразена Света Богородица Ширшая небес (Оранта, Деомени) с Христос на гърдите. Надписът ѝ Η ΑΧΕΙΡΟΠΟΙΗΤΟΣ („Неръкотворна“) е бил покрит със сажди и е разкрит при реставрация. Изображението е изключително изящно, а името Неръкотворна го свързва със солунската иконографска традиция. Подобни изображения има в църквите „Свети Николай Сирак“ (1310 – 1320) в Солун, „Мали Свети Врачи“ (1340), „Света Богородица Заум“ край Охрид (1361), „Свети Стефан“ в Сопочани (1272 – 1276), „Свети Георги“ в Полошко (1343 – 1345), „Свети Архангели Митрополитски“ в Костур (1359 – 1360) и „Свети Николай Кирицки“ в Костур (последната четвърт на XIV век).
Под Богородица са изображени четирима служещи йерарси в цял ръст и тричетвърти профил, обърнати към центъра. След реставрация са разкрити киворият на Светата трапеза Чашата от иконографската тема Поклонение на жертвата (Мелисмос) в центъра. Йерарсите са Свети Атанасий, Свети Йоан Богослов, Свети Василий и Свети Григорий Богослов. Те са облечени в йерархични одежди, а всяко от лицата носи собствени черти. Киворият на Светия олтар и Чашата от Милисмос символично представят преобразяването на Хляба и Виното в Тяло и Кръв Христови, което се случва по време на Светата Евхаристия. Такова изображение се появява за първи път в апсидите на византийски църкви през последното десетилетие на XII век.
Декоративен мотив е частично разкрит и в южната част на блокирания прозорец. От лявата и дясната страна на арката са разкрити фигурите на Архангел Гавриил и Богородица от сцената на Благовещението. Главните фигури от сцената на Благовещение са разположени отделно, от двете страни на централния свод със Света Богородица, начин на разполагане, който става разпространен от средата на XII век. Изобразеният иконографски тип представя Богородица, седнала на трон, с комплекс от сгради на заден план, наведена напрегнато към Архангел Гавраил. Архангелът от другата страна е облечен в лорос (палий), държи скиптър в лявата си ръка и протяга дясната си ръка в жест, който подсказва говорене. Подобна иконография има в църквите „Свети Архангели Митрополитски“ (1359 – 1360), „Свети Георги на хълма“, и „Свети Николай Дзодзов“ в Костур (трета четвърт на XIV век). Между тези две фигури на Благовещението, на лицевата страна на апсидата на арката е запазена малка част от Образ неръкотворен (Убрус), свързан с догмата за Въплъщението.
Възнесението Христово е изрисувано на източния фронтон. От долната зона на сцената е оцеляла само фигурата на Богородица. Тя е изобразена изправена и обърната напред. Ръцете ѝ са вдигнати в жест на молба. Тя е заобиколена от апостолите, чиито фигури се характеризират с интензивни движения и жестове, реалистична черти, срещани и в църквата „Свети Архангели Митрополитски“ в Костур.
Фигура в цял ръст на неидентифициран йерарх е разкрита и в долната зона на диаконикона, а в средната зона са изобразени медальони с бюстове на светци.
Части от стенописи са разкрити в долната част на южната стена, но са повредени и светцте не могат да се идентифицират. В западната част на фасадата на зазиданата южна врата е изобразена Света Анастасия Узорешителница, държаща малка ампула. В източната част на същата фасада на портата има запазен сегмент от портрет, изобразяващ главата на неисентиффизирана светица, носеща корона с бижута, обсипана със скъпоценни камъни, което обозначава и подчертава царския произход на светицата.

### Света Богородица Елеуса
В нишата до иконостаса има изображение на Света Богородица Сладколюбеща (Гликофилуса, Елеуса), чиято долна част е разкрита при реставрацията. Изображението е сигнирано Елеуса, епитет, който се отнася до божествените качества на Богородица да бъде милостива и да се застъпва за спасението на човечеството чрез молитвите си. Богородица е изобразена в цял ръст и в изправено положение. Тя е леко наведена над младенеца Христос, когото държи в ръцете си. Бузата на лицето на Божията майка докосва тази на Светия младенец, като по този начин подчертава нежната, човешка природа на връзката между Майка и Син. В същото време то насочва и към идеята за предстоящите Страсти Христови. Този тип иконография, според проф. Евтимиос Цигаридис, съществува в църквите „Свети Архангели Митрополитски“ (1359 – 1360) и „Света Богородица Расиотиса“ (1441) в Костур, в църквата „Света Богородица Елеуса“ в Мала Преспа (1409 – 1410), в манастира Трескавец (1430) близо до Прилеп и в други паметници.
В средната зона на южната стена са разположени медальони с бюстове на светци, четири от които са разкрити по време на реставрацията. Запазените изображения в горната зона са сцени от Дванадесетте големи празника, Рождество Христово, в което може да се различи сцената на банята (на източния фронтон на южната стена), разкрита при реставрацията. Малка запазена част навежда на мисълта, че сцената на Рождество Христово е последвана от сцената на Сретение Господне. В западната част на южната стена е запазен и малка част от Влизане в Йерусалим.

### Успение Богородично
На западната стена в долната зона няма отчетливи сцени. В средната зона е изобразено Успение Богородична. Изображението на Успението на Богородица, чиято дясна част не е запазена, използва прост иконографски стил. Сцената се развива пред сграда, в горната лява част. В средата на сцената, Света Богородица почива върху легло. Главата ѝ е спокойно наклонена вляво. Синдонионът (плащаницата) и подеята са пищно и богато украсени. Пред леглото има леген върху табуретка. Христос, обвит в двоен елипсовиден ореол, стои зад леглото с поглед, насочен към онези, които Го виждат. Той държи душата на майка Си. Заобиколен е от ангели, докато един серафим се извисява в ореола. Цялата група е заобиколена от апостолите. Петър е изобразен отляво, зает в ритуала на изгаряне на тамян. Зад смъртното легло апостолите, с очевидна непреодолима скръб по лицата си, са показани проснати в поклонение. Зад двамата апостоли отляво са изобразени две жени, както и един йерарх, нарисувани на по-високо ниво. Този специфичен тип иконография на Успението Богородично присъства в изображения в църквите „Свети Атанасий Музашки“ в Костур (1383/1384) и „Иисус Христос Животворец“ в Борие, Корчанско (1390).
На фронтона е частично запазено изображение на Преображението Господне с фигурите на коленичилия апостол Петър и на легналия апостол Йоан с лице надолу.
На южната част на фасадата на входната врата е разкрит сигниран бюст на Света Марина, заедно с декоративен мотив под него. Това е изолиран иконографски портрет в класическата поза, в която обикновено са изобразявани мъченици – молейки се и държейки Кръста в ръка. Обичайната Борба със Сатана обаче не е част от изображението.
Малка част от ктиторския надпис е оцеляла над горната част на трегера.

### Датировка и стил
Евтимиос Цигаридас на основа на иконографските елементи и художествения стил датира създаването на стенописите в „Свети Алипий“ в последната четвърт на XIV век. Наблюденията на място след консервационните работи показват, че всички стенописи на църквата принадлежат към един и същ иконографски стил. Запазените сцени се характеризират с прост дизайн, като композициите са ограничени до централните фигури, тенденция, наблюдавана в по-малките църкви в Костур и Костурско. Фигурите са изобразени в нормални размери. Те са слаби, с тесни рамене и сравнително малки глави. Лицата на фигурите са големи и плоски с подрисувания от маслиненозелено, светлорозови щрихи и малки светлини, вписани вътре. Отделните физиономични черти показват подчертана линейност, като акцентът е върху схематичното моделиране на обемите. Израженията на лицето обикновено са спокойни, но не без емоция. Примери за това са дълбоката скръб и тъга, отпечатани върху лицата и жестовете на апостолите в сцената на Успение Богородично и очевидната нежност на лицето на Света Богородица Сладколюбеща. Драпериите падат свободно, подчертавайки относително ограничения обем на фигурите. Цветовите комбинации са изпълнени майсторски, докато изобразяването на сградите допринася за баланса на композициите, без да неутрализира присъствието на фигурите.
Стенописите в църквата „Свети Николай Кирицки“ (последна четвърт на XIV век) имат тясна художествена и стилистична връзка с тези в църквата „Свети Алипий“. Общи за двете църкви са естетическо настроение при изобразяването на лицата, атрибутирането на телата на изобразените фигури, морфологичните и декоративни детайли, както и иконографските модели. Много художествени и стилистични прилики има и със стенописите в църквата „Свети Георги на хълма“ (1371 – 1385) в Костур, църквата „Рождество Богородично“ на Мали Град (1368/9), църквата „Иисус Христос Животворец“ в Борие (1389/90), и църквата „Свети Димитър“ в Бобощица (последна четвърт на XIV век) близо до Корча.

## Царски двери
Царските двери са дело на Атанасиос Панайоту.